# Love to Hate You
Love to Hate You (koreanischer Originaltitel: 연애대전) ist eine südkoreanische Serie, die von Binge Works für Netflix umgesetzt wurde. Die Serie wurde am 10. Februar 2023 weltweit auf Netflix veröffentlicht.

## Handlung
Im Leben von Yeo Mi-ran, einer Anwältin, die ihren männlichen Kollegen in nichts nachstehen und sie sogar übertrumpfen will, und Nam Kang-ho, einem Schauspieler, der Frauen misstrauisch gegenübersteht, spielt die Liebe keine allzu große Rolle – bis zu jenem Tag, an dem sie gezwungen werden, sich mit dem jeweils anderen auseinanderzusetzen.

## Besetzung und Synchronisation
Die deutschsprachige Synchronisation entstand nach den Dialogbüchern von Martina Mank und Johanna M. Schmidt sowie unter der Dialogregie von Nicolai Tegeler durch die Synchronfirma RRP Media in Berlin.
| Rolle            | Schauspieler   | Synchronsprecher     |
| ---------------- | -------------- | -------------------- |
| Yeo Mi-ran       | Kim Ok-vin     | Lisa Braun           |
| Nam Kang-ho      | Teo Yoo        | Marc Bluhm           |
| Do Won-joon      | Kim Ji-hoon    | Amadeus Strobl       |
| Shin Na-eun      | Go Won-hee     | Maxi Geithner        |
| Yun Sung-ho      | Hong Wan-pyo   | Martin Gleitze       |
| Kim Eun-hee      | Kim Ye-ryeong  | Andrea Solter        |
| Hwang Ji-hye     | Song Ji-woo    | Jennifer Bischof     |
| Lee Jin-suh      | Jeon Shin-hwan | Nico Wiek            |
| Seung-gu         | No Seong-eun   | Paul-Lino Krenz      |
| Regisseurin      | Kim Do-yeon    | Isabelle Schmidt     |
| Regieassistentin | Mi So-yun      | Anna Amalie Blomeyer |
| Ko Yong-woo      | Baek Sung-chul | Mario Klischies      |
| Yeo Jae-guk      | Jeong Gyoo-soo | Stephan Baumecker    |
| Yang Gil-mu      | Choi Dae-sung  | Nikolaus Gröbe       |
| Choi Soo-jin     | Kim Sung-ryung | Franziska Endres     |
| Seo Young-ki     | Joo Jong-hyuk  | Johannes Walenta     |
| Yoon Sang-sup    | Han Seo-joon   | Jonas Frenz          |
| Grace            | Choi Yoon-so   | Stefanie Masnik      |
| Lee Ip-sae       | Kim Han-na     | Alma Maja Ernst      |
| Yoo Hyun-sang    | Lee Suk        | Tilmar Kuhn          |
| Oh Se-na         | Lee Joo-bin    | Johanna M. Schmidt   |
| Kim Ji-woo       | Jo Seung-hee   | Nina Niknafs         |

## Episodenliste
| Nr.                                                                          | Deutscher Titel                                              | Originaltitel                                      |
| ---------------------------------------------------------------------------- | ------------------------------------------------------------ | -------------------------------------------------- |
| 1                                                                            | Böses Mädchen                                                | 나쁜 여자                                          |
| 2                                                                            | Böser Junge                                                  | 나쁜 남자                                          |
| 3                                                                            | Nette Jungs kommen davon, böse Jungs haben es verdient       | 착한 남자는 지나쳐도 나쁜 남자는 지나치지 못한다   |
| 4                                                                            | Anders als erwartet                                          | 반전은 첫인상보다 강력하다                         |
| 5                                                                            | Liebe ist nur ein Experiment, das Leben ist das einzig Wahre | 연애는 실험이고 인생은 시험이다                    |
| 6                                                                            | Femme Fatale gegen Homme Fatale                              | 팜므파탈 VS 옴므파탈                               |
| 7                                                                            | Die Trigonometrie der Dreiecksbeziehung                      | 삼각함수 : 두 꼭지점이 가까워지면 한 점은 멀어진다 |
| 8                                                                            | Wie du mich veränderst                                       | 나를 변하게 하는 너                                |
| 9                                                                            | Du hast mich zu dem gemacht, was ich bin                     | 너는 나의 그릇, 너에게 담기다                      |
| 10                                                                           | Ein leidenschaftlicher Abschied                              | 뜨거운 안녕                                        |
| Am 10. Februar 2023 wurden alle Folgen der Serie bei Netflix veröffentlicht. |                                                              |                                                    |